# Break Out (film, 1992)
Pour les articles homonymes, voir Breakout.
Pour plus de détails, voir Fiche technique et Distribution.
Break Out (Where the Day Takes You) est un film américain réalisé par Marc Rocco sorti en 1992.

## Synopsis
Fuyant diverses difficultés, un groupe de personnes forme sa propre famille protectrice dans les rues de Los Angeles, dirigée par King. King vit dans la rue depuis plusieurs années. Après avoir été libéré après deux mois de prison pour voies de fait, il sent que le groupe (lui, Greg, Little J, Crasher et Brenda) s'est effondré en son absence. Il est présenté à Heather, native de Chicago, qu'il inclut dans sa vengeance sur Tommy Ray, qui a tué sa petite amie, Devon.
Une nuit, Greg et Little J se battent en volant des autoradios. Greg, fou que le groupe se range toujours du côté de Little J, cherche refuge auprès de son trafiquant de drogue, Ted, et de la petite amie de Ted, Vikki. Il est cependant rejeté car il n'a pas d'argent. Rentré chez lui pour chercher de l'argent, son père et sa belle-mère le font arrêter pour vol qualifié.
Pendant ce temps, King et Heather ont du mal à gagner de l'argent, mais il ne se tournera pas vers la prostitution, contrairement aux amis de Little J, Rob et Kimmy. Rob séduit Little J, mais tout en servant son client Charles, Little J se souvient des abus sexuels de son oncle. En prison, Greg admet sa dépendance à la drogue, alors un assistant social le fait entrer dans un centre de réadaptation et il est mis en liberté conditionnelle.
Pendant ce temps, Tommy Ray, après avoir menacé et agressé l'ami sans jambes de King, Manny, découvre où King vit. Tommy Ray bat King et le poignarde presque à mort jusqu'à ce que Little J le tue. King, Heather et Little J s'échappent, mais Crasher est arrêté. King conseille à Heather de retourner à Chicago, mais elle refuse de partir sans lui.
Après une journée passée à demander de l'argent, ils décident d'aller à l'hôtel et de passer la nuit à faire l'amour. Elle admet qu'elle s'est enfuie de chez elle parce que son frère l'a violée. Little J, quant à lui, se réfugie temporairement chez Rob et Kimmy, mais il est finalement expulsé par Rob et décide de recontacter Charles. Greg s'enfuit du centre de rééducation entre-temps, mais incapable de retrouver le groupe, il se rend chez Ted, qui s'inquiète pour lui car il n'a pas dormi depuis quatre jours et tente de "l'aider" en lui injectant de l'héroïne. Une fois sorti de prison, Crasher tente de convaincre King et Heather de l'accompagner à Dallas, car la police les recherche. King ne veut pas partir sans Greg et Little J et commence à les chercher. Il est choqué de trouver Greg allongé dans son propre vomi, drogué chez Ted. Greg promet de l'accompagner, mais il est arrêté par la police avant qu'il ne puisse le faire. Ils trouvent ensuite Little J sous un pont, après avoir été expulsé de la maison de Charles et regrettant d'avoir tiré sur Tommy Ray. Les trois décident de partir sans personne d'autre. Pendant ce temps, Greg, sorti de prison après avoir informé la police de l'endroit où se trouvait King, retourne chez Ted, en surdose. Dans leur bus, King décide de sortir pour chercher Greg, mais il est tenu sous la menace d'une arme par la police. Little J essaie de le sauver et tente de leur tirer dessus, les faisant riposter. King, cependant, saute devant lui et est tué par balle, choquant une témoin Heather. Elle décide de rester en ville et d'attendre la sortie de prison de Little J. Accompagnée de Brenda, elle retourne dans la rue, faisant ce que King lui a appris.

## Fiche technique
- Titre original : Where the Day Takes You
- Titre français : Break Out
- Réalisation : Marc Rocco
- Scénario : Marc Rocco, Michael Hitchcock, Kurt Voss
- Production : Paul Hertzberg
- Pays d'origine :  États-Unis
- Langue originale : anglais
- Durée : 105 minutes
- Date de sortie[1],[2] :

États-Unis : 11 septembre 1992
France : 5 juin 2000 (sorti directement en DVD)

## Distribution
Note : 1er doublage belge (2000) ; 2e doublage français (2017).
- Dermot Mulroney (VFB : David Pion) : King
- Sean Astin : Greg
- Balthazar Getty (VFB : Alexandre Crépet) : Little J
- Lara Flynn Boyle : Heather
- Peter Dobson : Tommy Ray
- Ricki Lake : Brenda
- James LeGros (VFB : Nessym Guetat) : Crasher
- Will Smith : Manny
- Laura San Giacomo (VF : Alice Taurand) : la journaliste
- Adam Baldwin (VFB : Laurent Vernin) / (VF : Fabrice Lelyon) : l'officier Black
- Kyle MacLachlan : Ted
- Nancy McKeon (VF : Olivia Luccioni) : Vikki
- Alyssa Milano : Kimmy
- David Arquette (VFB : Jean-Pierre Denuit) : Rob
- Rachel Ticotin (VFB : Colette Sodoyez) : l'officier Landers
- Stephen Tobolowsky (VFB : Emmanuel Liénart) : Charles
- Robert Knepper (VFB : Nessym Guetat) : le chanteur de rock
- Christian Slater (VFB : Philippe Allard) : le travailleur social (non crédité)

 Source et légende : version française (VF) sur RS Doublage et selon le carton du doublage français.